# リバーズ州

リバーズ州
Rivers州の愛称: 国の宝の基

リバーズ州（リバーズしゅう、Rivers State）はナイジェリアの36の州の1つ。州都はポートハーコート。

## 地理
ニジェール・デルタに位置する州の1つで南は大西洋に面し、西にバイエルサ州、デルタ州、北にアナンブラ州、イモ州、アビア州、東にアクワ・イボン州と接する。
リバーズ州の内陸部は熱帯雨林で海岸に向かうにつれマングローブの茂る熱帯性三角州になる。

## 歴史
リバーズ州は1885年から1893年までイギリスのオイルリバーズ保護領の一部であった。1893年にニジェール海岸保護領とされた。1900年にイギリス王立ニジェール会社の支配する南部ナイジェリア保護領に統合された。1960年のナイジェリア独立時に東部州となった。
1967年に東部州が分割され、リバーズ州が設置された。
1976年にベンデル州からウゲリ、クロスリバー州からオポボが移管された。1996年に西部がバイエルサ州に分割された。オゴニランドは1996年以降の領域の東南部に位置する。
2000年代に入り反政府運動が活発化。2007年5月3日には、ポートハーコート近郊の発電所の建設現場で、武装勢力により大宇建設の社員ら11人が拉致される事件（大宇建設社員拉致事件）が発生している。
2020年代においても石油生産は州の一大産業となっている。地域住民はこれら生産施設などから原油の窃盗を行っており、2021年の統計では1日40万バレルもの原油が失われている。盗まれた原油は原始的な施設で石油精製されており、深刻な大気汚染や爆発事故などを招いている。後者については違法製油所の爆発で2021年10月には25人が、2022年4月には109人以上が死亡している。
2025年3月18日に中央政府のボラ・ティヌブ大統領がリバーズ州に緊急事態を宣言し、シミナライ・フバラ知事や全ての州議会議員は6カ月間の職務停止とされ、元海軍参謀総長のイボク＝エテ・エクウェ・イバスが行政官に任命された。

## 行政区分
1996年以降のリバーズ州には23の地方行政区 (LGA) が置かれている。
| - アクク＝トル - アサリ＝トル - アブア＝オドゥアル - 東アホアダ - 西アホアダ - アンドニ - イウェレ - エチェ | - エムホア - エレメ - オイグボ - オグバ/エグベマ/ンドニ - オグ＝ボロ - オクリカ - オビオ/アクポル | - オポボ/ンコロ - オムンマ - カナ - ゴカナ - タイ - デゲマ - ポートハーコート - ボニー |

## 出身者
- ケン・サロ＝ウィワ
- オビンナ・エケジー - プロバスケットボール選手。元ナイジェリア代表。元NBA選手。